# Carl Kullberg (präst)
Carl Kullberg, född 13 augusti 1742 i Helsingborg, död 17 februari 1808 i Västra Karups socken, var en svensk präst och herrnhutare.
Carl Kullberg var son till snickaren Anders Larsson som avled då han endast var nio år gammal. Genom understöd från välbärgade familjer fick han möjlighet att genomgå skolgång vid trivialskolorna i Helsingborg och därefter i Landskrona. Efter teologistudier vid Lunds universitet från 1761 prästvigdes Kullberg 1765 och fortsatte därefter sina studier och avlade pastoralexamen och magisterexamen 1768. Av Stina Piper som innehade patronatsrätt i Östra Strö socken kallades han därefter till kyrkoherde i församlingen men som han då var för ung fick han tjänstgöra som vice pastor tills han 1770 uppnått tillräcklig ålder för att kunna inneha posten som kyrkoherde i Östra Strö och Skarhults församlingar. Kullberg var 1770 en av respondenterna vid prästmötet i Lund och utsågs vid prästmötet 1780 till preses. Han utnämndes 1780 till titulärprost och blev 1782 teologie doktor vid Lunds universitet.
Carl Kullberg hade redan i början av 1770-talet tagit inflytande av herrnhutismen och i hans församling uppstod under hans tid en herrnhutisk väckelse med upp till 100-talet anhängare. Kullberg var dock ingen okritisk anhängare av rörelsen utan förhöll sig tämligen självständigt till den. Då domprosttjänsten i Göteborg 1785 blev ledig sökte Carl Kullberg tjänsten och fick stöd av de ledande herrnhutiska handelsmännen i staden Gustaf Santesson och Jonas Kjellberg. Biskopen, Johan Wingård sökte dock då på kungens uppmaning även denna post och erhöll den. Det ledde till konflikter bland annat inom Brödraförsamlingen i Göteborg och att Kullberg valde att fjärma sig från rörelsen och till att även flera andra lämnade den. I sin kritik av herrnhutismen påverkades Kullberg starkt av Johann Albrecht Bengel. Kullberg blev i stället 1795 häradsprost i Frosta härad och 1802 kyrkoherde i Västra Karup och Hovs socknar.